# Virgen de Lucca

Jan van Eyck, Madonna Lucca, 1436. Óleo sobre tabla, 65.5 x 49.5 cm. Städelsches Kunstinstitut, Fráncfort, Alemania.

La Virgen de Lucca es una pintura al óleo del maestro primitivo flamenco Jan van Eyck, pintada aproximadamente en 1437. Muestra a María sentada en un trono de madera cubierto por un dosel, amamantando al niño Jesús. Su estructura sugiere que fue la tabla interior de un tríptico, mientras su pequeño tamaño indica que fue creado para la devoción privada. La pintura se encuentra en la colección del Städel Museum, en Fráncfort.
Se conoce como Madonna Lucca porque perteneció a la colección de Carlos II, Duque de Parma y Lucca a principios del siglo XIX. Es uno  de los últimos trabajos de Jan van Eyck. La Virgen ha sido identificada como retrato de la mujer del pintor, Margarita, de quien van Eyck también hizo un retrato secular. 

## Iconografía
La Virgen se sienta en un trono de madera cubierto por un dosel, con cuatro estatuillas de pequeños leones en bronce. Es una referencia al trono de Salomón el cual tenía doce leones, en los lados de cada escalón. La iconografía mezcla el estilo tradicional de "Virgen Lactante" con la del "Trono de Sabiduría". Como dice el Speculum Humanae Salvationis: "el trono del verdadero Salomón es la Santísima Virgen María, en la cual Jesucristo está sentado, la verdadera Sabiduría." 
Como en muchas pinturas de van Eyck y sus contemporáneos, esta comparación es elaborada describiendo específicamente a María similar a un altar, sosteniendo el niño Cristo en su regazo, mostrada grande y aplanada, como el altar apoya la presencia de Cristo en la hostia durante la misa. La tela blanca debajo del niño, sobre la tela pintada más rica del vestido de María, y el nicho a la derecha que se parece a la pila donde se guardaba el agua para el sacerdote lavar sus manos, todo contribuye a la comparación.  La forma inusual de la habitación, muy estrecha para un trono tan grande, sugiere una pequeña capilla.
Las dos frutas en el alféizar de la ventana no han sido positivamente identificadas, pero  son o manzanas o naranjas, ambas alusiones al Paraíso. La pared de la derecha es una imagen especular de la izquierda con la ventana, conteniendo una balda con un candelero vacío y un frasco de vidrio medio lleno, o botella. Hay un recipiente grande, una palangana, abajo. Los azulejos del piso están formados de patrones geométricos azules y blancos, mayoritariamente cubiertos por la rica alfombra centrada alrededor de la base del trono.

## Posición en la obra de van Eyck
La Virgen de Lucca es una de las seis pinturas de van Eyck datadas en el periodo entre su conclusión del Políptico de Gante y su muerte en junio de 1441. Estas son:
- El Tríptico de Dresde de 1437, dónde, como en la Virgen de Lucca, la Virgen lleva dos anillos en su dedo anular izquierdo.[9]
- La Virgen en una iglesia, en la Gemäldegalerie de Berlín.
- La Virgen del canciller Rolin, en el Museo del Louvre.